# Киллари (бухта)
Киллари (англ. Killary Harbour, ирл. An Caoláire Rua) — один из трёх ледниковых фьордов Ирландии, расположенный в Коннемаре у Линона и образующий естественную границу между графствами Мейо и Голуэй. На северном берегу бухты расположена гора Мвилри.